# Michelle Wolf
Michelle Wolf (sinh ngày 21 tháng 6 năm 1985) là một diễn viên hài và nhà văn người Mỹ. Cô là một người đóng góp và viết kịch bản cho chương trình The Daily Show with Trevor Noah.

## Tuổi thơ và giáo dục
Wolf được sinh ra tại Hershey, Pennsylvania, và lớn lên tại đó cùng hai anh trai. Cô ở trong đội điền kinh khi ở trường trung học và đại học, và tham gia thi đấu các môn nhảy cao, nhảy xa ba bước, và chạy nước rút 400 mét trước khi một chấn thương khiến cô phải ngừng thi đấu. Wolf tốt nghiệp trường Hershey High School năm 2003, và trường Cao đẳng William & Mary năm 2007, nơi cô học chuyên ngành Kinesiology.

## Sự nghiệp
Wolf làm việc tại Bear Stearns từ năm 2007 đến năm 2008, và sau đó với JPMorgan Chase, trong gần bốn năm với hai ngân hàng.
Lần xuất hiện đầu tiên của cô trên truyền hình đêm là vào tháng 7 năm 2014, khi cô xuất hiện ở Late Night with Seth Meyers. Cô tiếp tục xuất hiện lại trên nhiều phân đoạn trên show Late Night, thường với tư cách nhân vật hư cấu "Grown-Up Annie." Sau đó, cô đã nắm giữ các vị trí bổ sung tại cùng một chương trình, bao gồm, gần đây nhất, giám sát nội dung. Vào tháng 11 năm 2015, Comedy Central phát hành toàn bộ Now Hiring, một chuỗi chương trình trên web được Wolf dẫn, lên YouTube. Wolf là một khách thường xuyên tại Comedy Cellar ở thành phố New York. Cô ấy đã tham gia The Daily Show with Trevor Noah với tư cách cộng tác viên trong tháng 4 năm 2016.
Vào tháng 8 năm 2016, cô đã biểu diễn chương trình stand-up So Brave tại Liên hoan Edinburgh, đây là lần đầu tiên cô biểu diễn bên ngoài Bắc Mỹ.